# Leuceria
Leuceria là một chi thực vật có hoa trong họ Cúc (Asteraceae).

## Loài
Chi Leuceria gồm các loài: